# Paillencourt Churchyard
Paillencourt Churchyard is een Britse militaire begraafplaats gelegen in de Franse plaats Paillencourt (Noorderdepartement). De begraafplaats wordt onderhouden door de Commonwealth War Graves Commission.
De begraafplaats telt 2 geïdentificeerde Gemenebest graven uit de Eerste Wereldoorlog.